# Джингоїзм
Джингоїзм (англ. jingoism) визначається тлумачним словником як «шовіністичний націоналізм в Англії». Згідно з Великою радянською енциклопедією, «для джингоїзму характерні пропаганда колоніальної експансії і розпалювання національної ворожнечі». На практиці, це означає погрожування застосування сили проти інших держав, щоб захистити національні інтереси країни (за одним з трактувань, нібито надані самим Господом).

## Походження терміна
Термін увійшов у вжиток у Великій Британії в період російсько-турецької війни 1877—1878 років. Після відправлення в османські води британської ескадри для перешкодження просуванню російських військ, в країні різко посилилися шовіністичні настрої. Вираз by Jingo («клянусь Богом») був у приспіві модної в той час войовничої пісеньки, яку виконував Гіллберт МакДермотт.
|  | Ми не хочемо битися, але, слава Ісусу, У нас є кораблі, у нас є люди, у нас є гроші теж. Ми вже билися з Ведмедем колись, і поки ми справжні британці, Росіяни не отримають Константинополь. Оригінальний текст (англ.) We don’t want to fight but by Jingo if we do We’ve got the ships, we’ve got the men, we’ve got the money too We’ve fought the Bear before, and while we’re Britons true The Russians shall not have Constantinople. |

Фраза «by Jingo» — усталений жаргонний вислів, (імовірно, евфемізм від «by Jesus»). Саме слова цієї пісні послужили основою для політичного терміна «джингоїзм», придуманого британським політиком-радикалом того часу Джорджем Холіоком.

## Вживання
Спочатку використання цього терміна було пов'язано із зовнішньою політикою Теодора Рузвельта, якого часто звинувачують у шовінізмі. 8 жовтня 1895 в інтерв'ю, у газеті The New York Times він відповів: «Багато говорять про „джингоїзм“. Якщо під „джингоїзмом“ вони мають на увазі політику, відповідно до якої американці рішуче і тверезо захищають свої права, які поважають іноземні держави, тоді ми є „джингоісти“».
Пізніше термін з'являється в популярній культурі, зокрема, при обговоренні прояву агресії, проілюстрованої в деяких голлівудських фільмах, у тому числі останньому фільмі з серії «Рембо» Девід Моррелла. Автор книги, за якою знята кінострічка, описав головного героя фільму як «джиногоїста». «Джинго» також є назвою роману Террі Пратчетта, який зображує безглузду війну двох великих держав через крихітний острівець.